# Уптіно
У́птіно (рос. Уптино, башк. Опто) — присілок (у минулому селище) у складі Уфимського району Башкортостану, Росія. Входить до складу Юматовської сільської ради.
Населення — 324 особи (2010; 156 в 2002).
Національний склад:
- росіяни — 36 %
- татари — 29 %